# Spermacoce jangouxii
Spermacoce jangouxii är en måreväxtart som först beskrevs av Julian Alfred Steyermark, och fick sitt nu gällande namn av Rafaël Herman Anna Govaerts. Spermacoce jangouxii ingår i släktet Spermacoce och familjen måreväxter. Inga underarter finns listade i Catalogue of Life.